# Foltos pókhálósgomba
A foltos pókhálósgomba (Cortinarius dibaphus) a pókhálósgombafélék családjába tartozó, Európában honos, lombos erdőkben és fenyvesekben élő, nem ehető gombafaj. 

## Megjelenése
A foltos pókhálósgomba kalapja 4-10 cm széles, eleinte félgömb alakú, majd domborúan, idősen laposan kiterül. Felszíne nedvesen igen nyálkás, sugarasan szálas. Széle kezdetben begöngyölt. Színe fiatalon lilás-rózsaszínes, később vörösbarna. 
Húsa fehéres, a tönkben lilás. Gyenge szaga földes-dohos, íze keserű. Kálium-hidroxiddal vörös-rózsaszín színreakciót ad.  
Lemezei tönkhöz nőttek. Színük kezdetben szürkéslila, fokozatosan megbarnulnak, idősen rozsdabarnák. Élük világosabb. A fiatal lemezeket védő pókhálószerű kortina fehéres-lilás. 
Tönkje 5-10 cm magas és 1-2 cm vastag. Alakja bunkós, tövénél 3,5 cm vastag is lehet. Színe fiatalon lilás, később barnás. 
Spórapora rozsdabarna. Spórája mandula alakú, közepesen vagy durván szemölcsös, mérete 10-12 x 6-7 µm.

### Hasonló fajok
A ilásperemű pókhálósgomba és az ibolyáskék pókhálósgomba hasonlít hozzá. 

## Elterjedése és termőhelye
Európában honos. Magyarországon veszélyeztetett.
Meszes talajú fenyvesekben vagy lomberdőkben (bükk, tölgy alatt) található meg. Augusztustól októberig terem. 
Nem ehető. 